# Йозеф Вінівартер
Йозеф Максиміліан Ріттер фон Вінівартер (нім. Joseph Maximilian Ritter von Winiwarter; 14 квітня 1780, Кремс — 18 січня 1848, Відень) — австрійський правник, декан і ректор Львівського університету, почесний громадянин Львова.

## Життєпис
У 1806—1827 роках викладав цивільне право у Львівському університеті. 1818—1819 академічний рік був ректором університету. У 1810 році отримав уряд цензора, а в 1822 — титул цісарсько-королівського радника. Від 1827 року був деканом і професором Віденського університету. Опублікував і переклав багато праць з ділянки державного права.

## Відзнаки
- Шляхетство другого ступеня (Ріттер)
- Звання почесного громадянина Львова (31 липня 1827)[2].